# جون توماس (ضابط)
جون توماس (بالإنجليزية: John Thomas)‏ هو ضابط أمريكي، ولد في 1724 في مارشفيلد في الولايات المتحدة، وتوفي في 2 يونيو 1776 بسبب جدري.